# Erdaojiang
Erdaojiang är ett stadsdistrikt i Tonghua i Jilin-provinsen i nordöstra Kina.